# Кривич, Мария Ивановна
Мария Ивановна Кривич (16.05.1913 — 26.07.1968) — электросварщица цеха № 4 Сумского машиностроительного завода имени М. В. Фрунзе.

## Биография
Родилась 16 мая 1913 года. Окончила школу фабрично-заводского обучения.
С 1931 года работала в котельном цехе, в 1944—1961 годах — электросварщица цеха № 4 Сумского машиностроительного завода имени М. В. Фрунзе.
Указом Президиума Верховного Совета СССР от 7 марта 1960 года в ознаменование 50-летия Международного женского дня, за выдающиеся достижения в труде и особо плодотворную общественную деятельность Кривич Марии Ивановне присвоено звание Героя Социалистического Труда с вручением ордена Ленина и золотой медали «Серп и Молот».
Жила в городе Сумы. Умерла 26 июля 1968 года. Похоронена на Лучанском кладбище в Сумах.
Награждена орденом Ленина, медалями.